# Darpas
Darpas är en ort i Armenien.   Den ligger i provinsen Lori, i den nordvästra delen av landet, 70 kilometer norr om huvudstaden Jerevan. Darpas ligger 1 377 meter över havet och antalet invånare är 1 785.
Terrängen runt Darpas är kuperad söderut, men norrut är den bergig. Darpas ligger nere i en dal. Runt Darpas är det ganska tätbefolkat, med 104 invånare per kvadratkilometer.. Närmaste större samhälle är Vanadzor, 6,8 kilometer sydost om Darpas.
Trakten runt Darpas består i huvudsak av gräsmarker.